# Saint-Martin-d’Ordon
Saint-Martin-d’Ordon – miejscowość i gmina we Francji, w regionie Burgundia-Franche-Comté, w departamencie Yonne.
Według danych na rok 1990 gminę zamieszkiwały 252 osoby, a gęstość zaludnienia wynosiła 25 osób/km² (wśród 2044 gmin Burgundii Saint-Martin-d’Ordon plasuje się na 660. miejscu pod względem liczby ludności, natomiast pod względem powierzchni na miejscu 926.).